# Luz Ardiden
Luz Ardiden è una stazione sciistica dei Pirenei, situata nel dipartimento degli Alti Pirenei (Hautes-Pyrénées) della regione Linguadoca-Rossiglione-Midi-Pirenei. Situata ad un'altitudine di 1720 metri, è stata inaugurata il 16 gennaio 1975.

## Ciclismo
La stazione sciistica è stata sede di arrivo per alcune tappe del Tour de France e della Vuelta a España. Partendo da Luz-Saint-Sauveur (710 m), la salita per Luz Ardiden (1720 m) è lunga 14,7 km. Il dislivello su questa distanza è 1010 m, con una pendenza media del 6,9% e una pendenza massima del 10%.
| Anno | Tappa | Categoria           | Città di partenza   | Lunghezza tappa (km) | Vincitore di tappa        | Maglia gialla      |
| ---- | ----- | ------------------- | ------------------- | -------------------- | ------------------------- | ------------------ |
| 2021 | 18    | Hors-Catégorie (HC) | Pau                 | 129,7                | Tadej Pogačar             | Tadej Pogačar      |
| 2011 | 12    | Hors-Catégorie (HC) | Cugnaux             | 211                  | Samuel Sánchez            | Thomas Voeckler    |
| 2003 | 15    | Hors-Catégorie (HC) | Bagnères-de-Bigorre | 159,5                | Lance Armstrong           | Lance Armstrong    |
| 2001 | 14    | Hors-Catégorie (HC) | Tarbes              | 144                  | Roberto Laiseka           | Lance Armstrong    |
| 1994 | 12    | Hors-Catégorie (HC) | Lourdes             | 204,5                | Richard Virenque          | Miguel Indurain    |
| 1990 | 16    | Hors-Catégorie (HC) | Blagnac             | 215                  | Miguel Indurain           | Claudio Chiappucci |
| 1988 | 15    | Hors-Catégorie (HC) | Saint-Girons        | 187,5                | Laudelino Cubino Gonzalez | Pedro Delgado      |
| 1987 | 14    | Hors-Catégorie (HC) | Pau                 | 166                  | Dag Otto Lauritzen        | Charly Mottet      |
| 1985 | 17    | Hors-Catégorie (HC) | Tolosa              | 209,5                | Pedro Delgado             | Bernard Hinault    |